# الفن الفلسطيني المعاصر

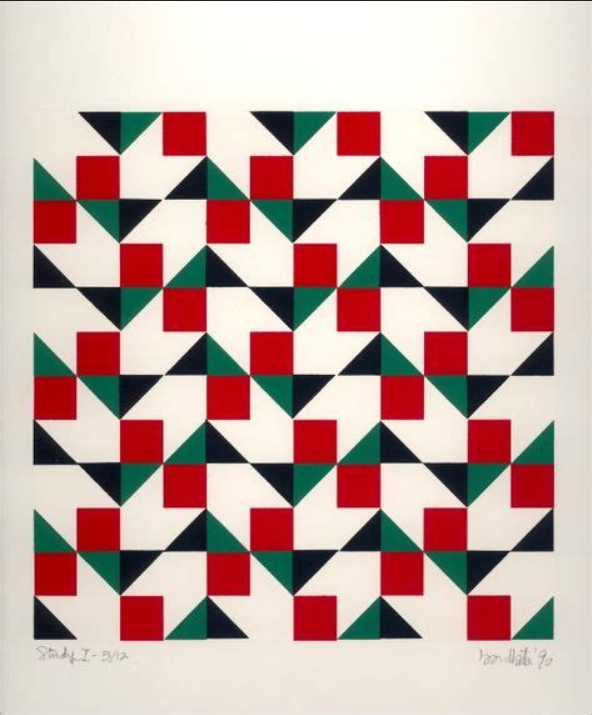
تكريم العلم، طباعة حريرية، كمال بلاطة. (1990)

الفن الفلسطيني المعاصر هو مصطلح يستخدم لوصف الأعمال الفنية التي أنتجها الفلسطينيون بعد عام 1970. يتم إنتاجه في أربعة مراكز جغرافية رئيسية: الضفة الغربية وغزة وإسرائيل والشتات الفلسطيني في جميع أنحاء العالم العربي والشتات الفلسطيني في الولايات المتحدة وأوروبا. نتيجة للوجود الجغرافي الواسع النطاق للفلسطينيين، فضلاً عن الافتقار إلى المؤسسات الفلسطينية والبنية التحتية للمتاحف التاريخية، يركز الفنانون المعاصرون على تسليط الضوء على الهوية الفلسطينية بدلاً من المطالبات الإقليمية المحددة أو المؤسسات الثقافية المركزية. ويعتمد الفنانون على التجارب الجماعية والروايات المشتركة والتمثيلات الرمزية لفلسطين.

## السياق السياسي
لقد عانى الفلسطينيون من النفي الجماعي والتشريد في عام 1948 فيما يعرف بالنكبة. بعد النكبة، بدأ الفنانون في تصوير هذا النزوح العنيف من خلال صور المجازر، واللاجئين سيرًا على الأقدام، والمنازل المهجورة، وغيرها من الأيقونات. وقد أثرت الأحداث اللاحقة مثل حرب الأيام الستة، وحرب لبنان عام 1982، واتفاقيات أوسلو عام 1993، والانتفاضة الأولى والثانية بشكل كبير على الفنانين المعاصرين. أدت حركات التحرير واسعة النطاق إلى ظهور موجات من فن المقاومة. وشعر الفنانون الآن بإحساس بالإلحاح الذي صوروه من خلال صورهم الصارخة بما في ذلك البنادق والدماء والقبور.
من الجدير بالذكر أنه بعد إنشاء منظمة التحرير الفلسطينية عام 1964، أصبح الفن وسيلة واسعة الانتشار للتحدي خلال الانتفاضات. على سبيل المثال، قامت منظمة التحرير الفلسطينية بتصميم وإنتاج وتوزيع آلاف الملصقات للدفاع عن الهوية الوطنية الفلسطينية، وحشد الدعم للمقاومة، وتسليط الضوء على الأحداث أو القضايا السياسية الرئيسية. غالبًا ما استخدمت هذه الملصقات عناصر بصرية جريئة ومعروفة، وفي الوقت الحاضر غالبًا ما يتم إنشاؤها وتوزيعها رقميًا، مما يزيد من نطاقها ويمتد إلى الجماهير الدولية. على سبيل المثال، أنتج رسام الكاريكاتير السياسي ناجي العلي آلاف الرسوم الكاريكاتورية، وكثير منها يظهر الطفل المعروف حنظلة، والمرأة فاطمة، والرجل البدين الذي يمثل الزعماء العرب. وقد تم إنشاء كل هذه المقالات في محاولة لانتقاد ليس فقط اسرائيل، بل وأيضاً عدم كفاءة الدول العربية.

كتابات جرافيتي على جدار الفصل العنصري في بيت لحم للفنان كيس ليف، 2014.

حتى تسعينيات القرن العشرين، كانت مساحة المعرض والفرص المتاحة للفنانين الفلسطينيين لعرض أعمالهم بشكل احترافي في الأراضي الفلسطينية المحتلة محدودة. وعلى الرغم من الرقابة التي فرضتها عليهم، فقد نجحت مجموعات الفنانين في خلق حركات فنية معاصرة في فلسطين. وفي غزة، كانت صالة التقاء للفن المعاصر وصالة شبابيك للفن المعاصر (التي أنشئت في عامي 2002 و2009 على التوالي) من المعارض والمنظمات النشطة في دعم الإبداع الفني المحلي. وقد تم تدميرهما منذ ذلك الحين من قبل القوات الإسرائيلية. يتمتع الفن المعاصر في غزة بمرونة فريدة من نوعها، على الرغم من هشاشته بسبب عدم وجود دعم عام أو خاص مستقر وسوق فني محلي غير متطور. في حين يتفاعل الفنانون في الشتات الفلسطيني مع بيئاتهم، فإن الفنانين في غزة نجحوا في تنمية ممارسات ذاتية الاستدامة تشكلت بسبب الحبس وعدم الاستقرار الاقتصادي والاضطرابات السياسية. وقد دفع هذا الفنانين إلى استخدام وسائل مثل فن الجرافيتي، والرسوم المتحركة، والملصقات، وغيرها من أشكال الفن الحضري. قد دفعت هذه الظروف الفنانين الغزيين إلى الانفصال عن التقاليد وإعادة اختراع مناهجهم، باستخدام الفن كوسيلة للتعبير عن الحرية والمقاومة بدلاً من مجرد البناء على الممارسات الماضية أو تقليدها.

### الأيقونات
يساهم استخدام الرموز والأيقونات المتكررة المحددة في الفن الفلسطيني المعاصر في حركة التعبير عن الهوية الوطنية الفلسطينية. نشأت هذه الرموز القومية المعاصرة من رموز ثقافية في سياق الظروف السياسية والاجتماعية والاقتصادية لفلسطين في أوائل القرن العشرين وحتى يومنا هذا. بعد النكبة، تعمل الصور الوطنية الفلسطينية على نقل موضوعات مركزية تتعلق بالحرمان والنزوح والمعاناة والشوق للعودة إلى الوطن.

### المفتاح

لوحة جدارية رئيسية مرسومة على جدار الفصل الإسرائيلي. قلنديا، فلسطين (2008).

بعد نكبة عام 1948، أصبح المفتاح رمزًا متكررًا في الفن والأدب والإعلام الفلسطيني. لقد حمل العديد من الفلسطينيين الذين نزحوا من منازلهم بعد النكبة، معهم مفاتيح مساكنهم السابقة، "كدليل على ملكيتهم للممتلكات في فترة ما قبل النكبة". من خلال الاحتفاظ بمفاتيح منازلهم المفقودة، فإن المفتاح هو تذكير بصري بالخسارة والنزوح والذاكرة والحنين إلى الوطن بالنسبة للفلسطينيين في مرحلة اللجوء. وبذلك أصبح المفتاح رمزًا للسرد الوطني الفلسطيني حول "حق العودة"، الذي يشمل الرغبة الجماعية للفلسطينيين في العودة إلى أوطانهم. في سياق حق العودة، يمثل المفتاح أيضًا رفضًا للاحتلال الإسرائيلي، وأصبح رمزًا للاحتجاج.
يمكن رؤية المفتاح في جميع أنحاء الفن المعاصر بما في ذلك أعمال مثل:
1. البحر لي، سليمان منصور (2016)
2. مفتاح العودة، مركز عايدة الاجتماعي للشباب (2008)

### القدس
تُصوَّر مدينة القدس أيضًا بشكل شائع في الفن الفلسطيني المعاصر. وينبع الارتباط بين الفلسطينيين والقدس من أهميتها التاريخية والدينية والسياسية والاقتصادية والثقافية والجغرافية للمدينة بالنسبة للفلسطينيين. البلدة القديمة -وهي منطقة من القدس تحتوي على العديد من الأماكن المقدسة للمسيحيين واليهود والمسلمين هي الأكثر شيوعًا في الأعمال الفنية الفلسطينية المعاصرة التي تصور القدس. غالبًا ما تضع هذه التمثيلات للمدينة القديمة التركيز بشكل أكبر على المناظر الطبيعية والهندسة المعمارية والرموز الدينية للمدينة، بدلاً من التركيز على شخصيات محددة وتفاصيل ثقافية. تُستخدم قبة الصخرة -وهي مزار إسلامي يقع في البلدة القديمة- بشكل خاص في الأعمال الفنية المعاصرة في القدس. عمل فني يوضح منظر البلدة القديمة في القدس، يجسد صورة مثالية للمدينة، ويمثل فلسطين كأرض السلام. تساهم تصويرات القدس في الفن الفلسطيني المعاصر، من خلال العمل على استحضار مشاعر الخسارة والرغبة في العودة إلى الماضي التاريخي، في سردية وطنية.
يمكن رؤية تصوير القدس في الفن المعاصر بما في ذلك أعمال مثل:
1. القدس، نبيل عناني (2011)
2. جمل المحامل ، سليمان منصور (1974)
3. امرأة مع القدس ، سليمان منصور (1983)
4. امرأة تحمل القدس، سليمان منصور (1979)

### شجرة الزيتون

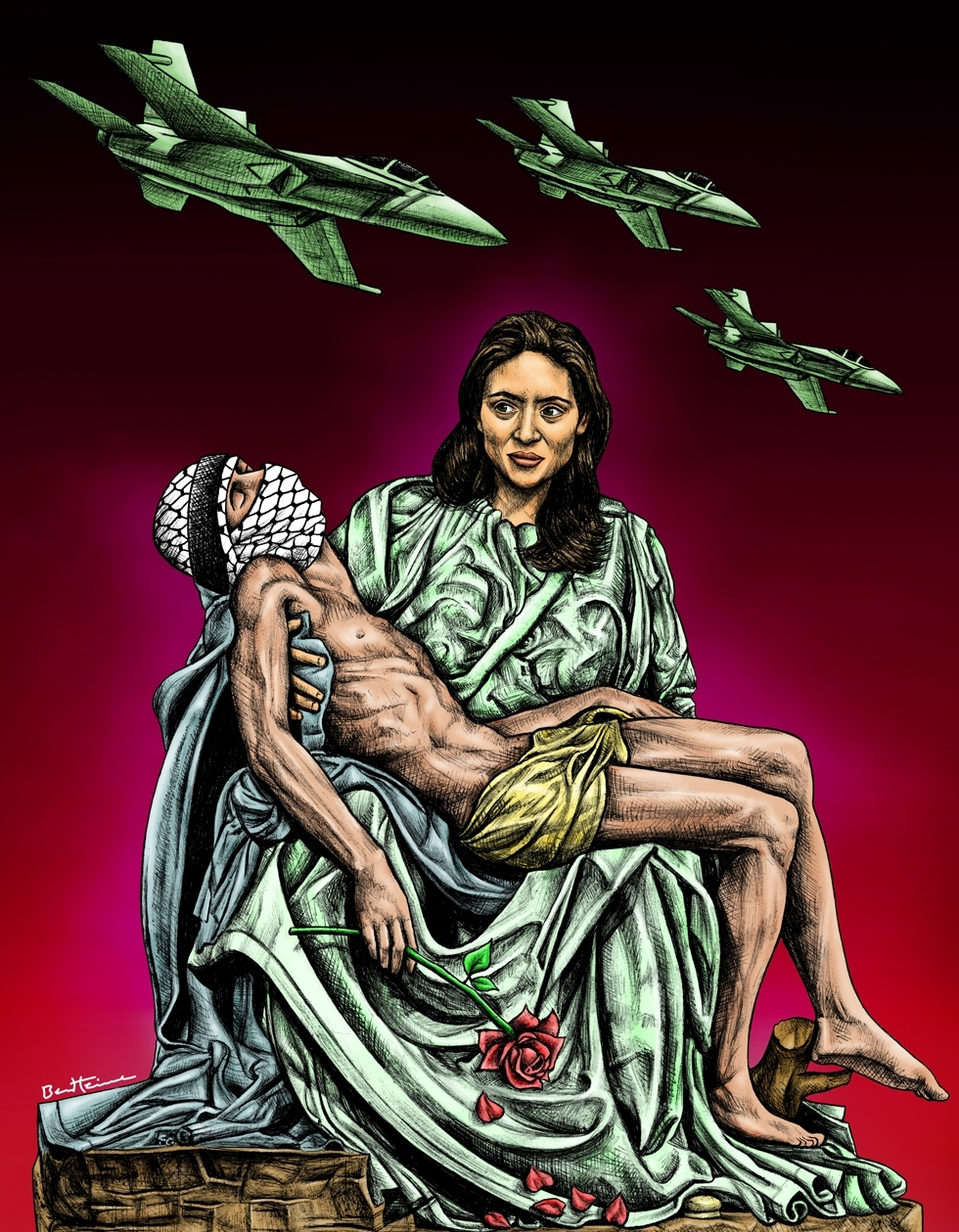
بيتا الفلسطينية (بن هاينه، 2009)

في الفن الفلسطيني المعاصر، تعتبر شجرة الزيتون رمزًا وطنيًا يمثل الارتباط بأرض فلسطين فيما يتعلق بالتقاليد التاريخية والثقافية والممارسات المجتمعية للشعب الفلسطيني. إن أهمية أشجار الزيتون في الثقافة البصرية الفلسطينية، نشأت من تعدد الظروف، بما في ذلك وفرة أشجار الزيتون في المناطق الجبلية في الضفة الغربية. تعتبر المنتجات الثانوية لأشجار الزيتون عنصراً أساسياً في المطبخ الفلسطيني، مما دعم أجيالاً من مجتمعات المزارعين المشاركين في حصاد وصيانة بساتين أشجار الزيتون. ومن القيم الاجتماعية والعائلية المضمنة في حصاد الزيتون التقليدي، فإن جذور شجرة الزيتون نفسها تمثل الشعور المستمر بالتجذر لدى الفلسطينيين في الأرض.
يمكن رؤية شجرة الزيتون في الفن المعاصر بما في ذلك أعمال مثل:
1. العائلة المقدسة في بستان الزيتون، سليمان منصور (٢٠٢٠)
2. جذور شجرة زيتون قديمة، وليد أبو شقرة (1985)
3. نحن زيتون، ملك مطر (2019)

### الكوفية
الكوفية - قطعة قماش مربعة الشكل يرتديها البدو الذين يعيشون في الصحراء تقليديًا للحماية من الشمس - أصبحت رمزًا معاصرًا للهوية الفلسطينية والمقاومة.
يمكن رؤية الكوفية في الفن المعاصر بما في ذلك أعمال مثل:
1. أطفال فلسطين، سليمان منصور (1990)
2. تحية لغسان كنفاني وسامية حلبي (2017)
3. الفاشينيستا الإرهابية، ليلى الشوا (2010)

### الصبار
الصبار - المعروف باللغة العربية باسم " الصبر " ويعني أيضًا "الصبر" و"المثابرة" - له أهمية في الثقافة الفلسطينية بسبب وفرته وصلاحيته للأكل واستخدامه التاريخي لتمييز الممتلكات. يعتبر الصبار نباتًا أصليًا في فلسطين، وقد اعترف به الفلسطينيون لقدرته على النمو في البيئات القاسية مع إنتاج فاكهة صالحة للأكل تحت سطحه الشائك. في التمثيلات البصرية، يأخذ الصبار معنى مجازي يرمز إلى المقاومة الفلسطينية للاحتلال الإسرائيلي والاتصال بالأرض المادية.
يمكن رؤية الصبار في جميع أنحاء الفن المعاصر بما في ذلك أعمال مثل:
1. الصبار الغارق، ليلى الشوا (2014)
2. الذاكرة الجماعية، دماغ الصبار، سميرة بدران (2014)
3. الصبار ، عاصم أبو شقرة (1988)

### شجرة البرتقال
ترتبط شجرة البرتقال في الفن الفلسطيني المعاصر بالمنفى وفقدان الوطن الفلسطيني بعد النكبة. وقد أصبحت بساتين أشجار البرتقال المزروعة على طول المناطق الساحلية في فلسطين من أهم الصادرات خلال ثلاثينيات وأربعينيات القرن العشرين، وأصبحت رمزًا للفخر للشعب الفلسطيني. وفي عام 1948، تولت القوات الإسرائيلية ملكية بساتين البرتقال هذه، مما أدى إلى ظهور علامة " برتقال يافا " كرمز للدولة الإسرائيلية المكتسبة حديثًا. بعد التهجير الجماعي للفلسطينيين بعد النكبة، تطورت تمثيلات اللون البرتقالي إلى رمز لسرقة الأرض والوطنية للفلسطينيين.
يمكن رؤية اللون البرتقالي في جميع أنحاء الفن المعاصر بما في ذلك أعمال مثل:
1. من النهر إلى البحر ، سليمان منصور (2021)
2. بستان البرتقال، سليمان منصور (1984)
3. يافا - حورية البحر، عماد أبو اشتية (2015)

## الاستقبال الأخير
لقد لعبت وسائل التواصل الاجتماعي دورًا رئيسيًا في طريقة استقبال الفنانين الفلسطينيين المعاصرين. سامية حلبي، فنانة تجريدية بارعة وداعمة قوية لفلسطين، معروفة باستخدامها لوجودها على وسائل التواصل الاجتماعي لتسليط الضوء على العنف الذي تواجهه فلسطين. لفتت منشوراتها على مواقع التواصل الاجتماعي انتباه أعضاء هيئة التدريس في جامعة إنديانا ومتحف إسكينازي للفنون التابع لها. ثم تلقت رسالة مقتضبة من مدير المتحف تفيد بإلغاء معرضها، وأن المتحف لا يرغب في مواصلة التواصل معها؛ وتحدثت حلبي إلى صحيفة نيويورك تايمز للتعبير عن غضبها.
مع ذلك، تم الاحتفاء بالفن الفلسطيني أيضًا - ولكن ليس دون معارضة - كما يظهر في الفيلم الوثائقي الذي أخرجته الصحفية بيسان عودة . فاز فيلم عودة الوثائقي بعنوان "إنها بيسان من غزة - وما زلت على قيد الحياة" بجائزة إيمي لأفضل قصة إخبارية صعبة. ويأتي الفوز بعد أن دعت منظمة يهودية غير ربحية تدعى "المجتمع الإبداعي من أجل السلام" الأكاديمية الوطنية للفنون والعلوم التلفزيونية إلى إلغاء الترشيح. وردًا على ذلك، أصدرت الأكاديمية رسالة مفتوحة إلى المنظمة أكدت فيها التزامها بمكافأة الصحافة الصادقة والمعقدة والوقوف إلى جانب اختيارها لترشيح عودة.
ألغى مركز هوم للفنون في مانشستر عرضًا للأدب الفلسطيني بعد تلقي مئات الشكاوى ورسالة من المجلس التمثيلي اليهودي لمنطقة مانشستر الكبرى تضمنت اتهامات معادية للسامية ضد عاطف أبو سيف. وقد أدى النزاع الموثق جيدًا إلى دفع مجلس الفنون الإنجليزي إلى تغيير إرشادات المتحف. تُحذَّر المتاحف بشدة الآن من "التصريحات السياسية أو النشطة الصريحة" وقد تُسحب تمويلها إذا استضافت مثل هذا الفن.
في كثير من الأحيان يتم التعامل مع الفن الفلسطيني في المقام الأول من خلال قربه من معاداة السامية بدلاً من اعتباره حجر الزاوية في ثقافته. ونتيجة لذلك، عندما يعرض الفنانون الفلسطينيون أعمالهم على المستوى المؤسسي، هناك اعتماد ملموس على مؤسسات السلطة للدفاع عن أعمال الفنان. ومع ذلك، أحدثت وسائل التواصل الاجتماعي ثورة في الطرق التي يمكن من خلالها للفنانين الفلسطينيين الوصول إلى جماهير جديدة ومشاركة فنهم في شكله الأكثر صدقًا وإبداعًا.
لعبت منظمات مثل الحملة الفلسطينية للمقاطعة الأكاديمية والثقافية لإسرائيل (PACBI) و"فنانون ضد الاحتلال" دورًا بارزًا في دعم الفن الفلسطيني. قادت الحملة حملةً لإلغاء ومقاطعة وإنهاء جميع أشكال التعاون مع الفن والمنظمات الإسرائيلية. احتجت جمعية الفنانين الفلسطينيين والإسرائيليين على الاحتلال من خلال جمع الفنانين الفلسطينيين والإسرائيليين معًا على أمل التوصل إلى حلول سلمية للصراع.

## فنانين بارزين
- ناجي العلي
- سليمان منصور
- نبيل عناني
- أنيسة أشقر
- أسد عزي
- كمال بلاطة
- سامية حلبي
- منى حاطوم
- ملك مطر
- خليل رباح
- لاريسا صنصور
- جوليانا سيرافيم
- إسماعيل شموط
- ليلى الشوا
- أحلام شلبي